# Foire internationale des Mascareignes

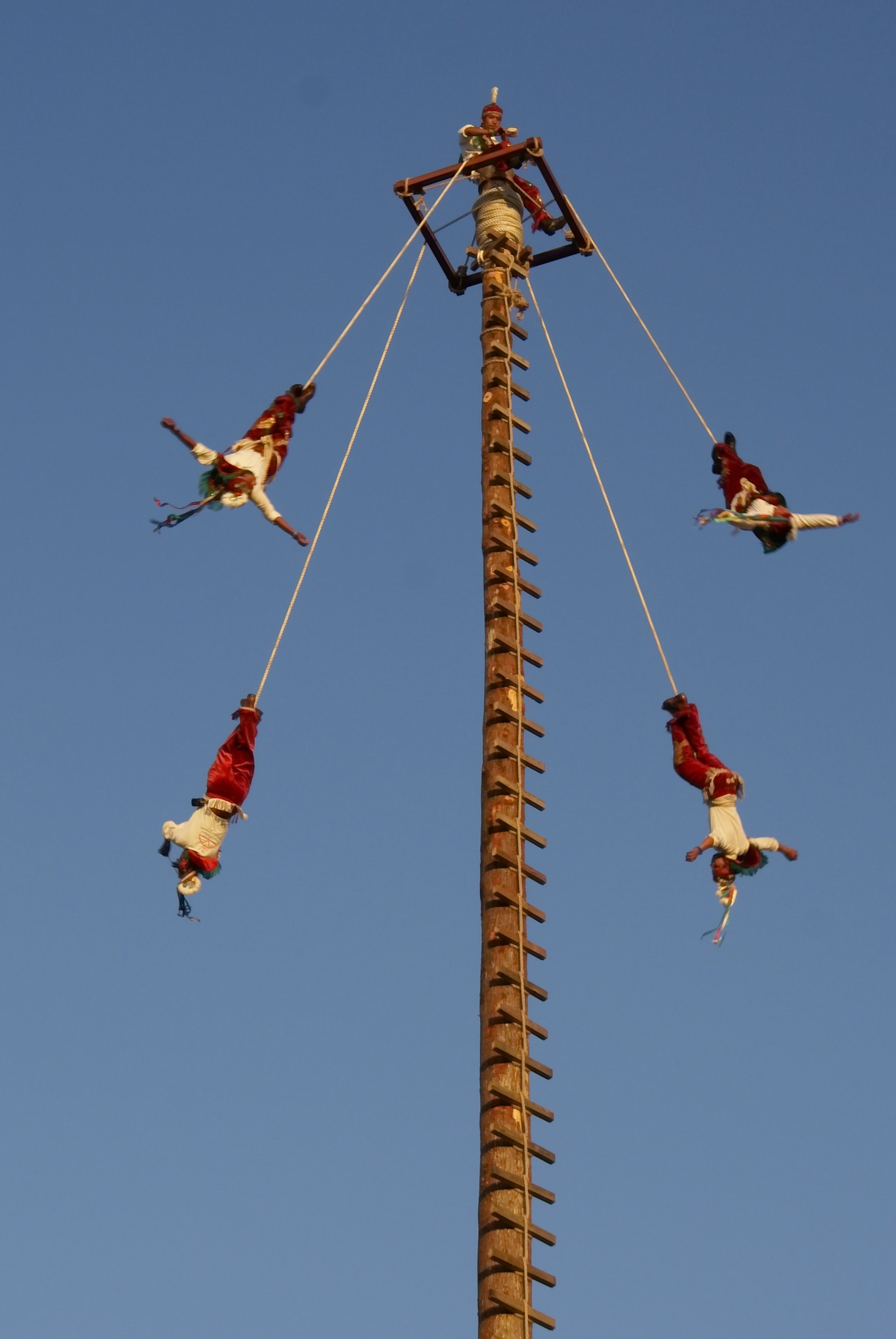
Danse du volador à la foire internationale des Mascareignes en 2008.

La foire internationale des Mascareignes est une foire de l'île de La Réunion, département d'outre-mer français et dans le sud-ouest de l'océan Indien. Organisée chaque année dans la Halle des Manifestations du Port, elle présente des objets et activités provenant de plusieurs parties du monde, chaque édition honorant une région différente. Les quelque 200 stands qu'elle propose attirent entre 45 000 et 50 000 visiteurs.

## Annexe